# Max Duncker (Kirchenhistoriker)
Max Eugen Paul Duncker (* 7. Juli 1862 in Geislingen an der Steige; † 15. Juni 1941 in Tübingen) war ein evangelischer Pfarrer in Klingenberg, Belsen und Neckarsulm sowie württembergischer Kirchen- und Landeshistoriker.

## Leben
Max Duncker war der Sohn eines Geislinger Kaufmanns, besuchte erst die Schule in Geislingen und Nürtingen und danach die Seminare in Kloster Schöntal und Bad Urach. 1880 absolvierte er seine Militärzeit in Tübingen und studierte danach dort Theologie. Er war Mitglied der Verbindung Normannia Tübingen.  Nach Referendariatszeit, einer Studienreise und der Zweiten Dienstprüfung wurde er 1888 Pfarrer in Klingenberg am Neckar bei Heilbronn. Die kleine Pfarrgemeinde ließ genug Zeit für seine wissenschaftlich-historischen Interessen. Er unterstützte den Heilbronner Stadtarchivar Friedrich Dürr mit religionsgeschichtlichen Studien für die zweite Bearbeitung der Beschreibung des Oberamts Heilbronn.
1898 wurde er nach Belsen bei Tübingen versetzt. Auch dort konnte er sich neben der Pfarrstelle wissenschaftlichen Interessen widmen. In Tübingen besuchte er Vorlesungen von Historikern an der Universität, gleichzeitig unternahm er Ausgrabungen im Innenraum der Belsener Kapelle, über die er später publiziert hat. Für den zweiten Band der Beschreibung des Oberamts Heilbronn ordnete er das Schlossarchiv in Talheim und konnte danach eine erste Darstellung der aufgrund von Ganerbschaften komplizierten Geschichte dieses Ortes verfassen. Danach nahm er verschiedene Pfarr- und Gemeinderegistraturen in mehreren württembergischen Oberamtsbezirken auf, wobei er dadurch über zahlreiche Erkenntnisse publizieren konnte. Für die Kommission für württembergische Landesgeschichte bearbeitete er daraufhin das 1912 erschienene Verzeichnis der württembergischen Kirchenbücher, das er für eine Neuauflage von 1938 nochmals um die Kirchenkonventsprotokolle ergänzte.
1912 wurde er Stadtpfarrer in Neckarsulm und konnte sich dadurch wieder etwas der Geschichte der Nachbarstadt Heilbronn widmen, wenngleich die Pfarrstelle in Neckarsulm, verbunden mit der Filiale in Gundelsheim und während des Ersten Weltkriegs auch mit Dienst im Lazarett auf Schloss Horneck, wesentlich mehr Zeit als seine bisherigen Pfarrstelle in Anspruch nahm, so dass die wissenschaftliche Arbeit doch in den Hintergrund rückte. Allerdings promovierte er 1913 an der Universität Tübingen. 1933 trat er in den Ruhestand, den er in Tübingen wieder mit historischen Forschungen verlebte, wobei er im Stadtarchiv vor allem die Spitalakten erforschte. Er war außerdem seit 1913 Landesdenkmalpfleger und Mitglied verschiedener historischer Vereine, bei deren Versammlungen er auch Vorträge hielt. Noch am Vorabend seines Todes war er in der Universitätsbibliothek Tübingen historischen Forschungen nachgegangen.

## Schriften (Auswahl)
- Neues über die Belsener Kapelle. In: Reutlinger Geschichtsblätter, Bd. 10 (1899), S. 56–58.

- Verzeichnis der württembergischen Kirchenbücher. Kohlhammer, Stuttgart 1912 (2. erw. Auflage 1938).

- Heilbronn zur Zeit des Schmalkaldischen Kriegs und des Interims. Dissertation Universität Tübingen 1913.
- Die Pfarr- und Gemeinderegistraturen der Oberämter Backnang, Besigheim, Cannstatt (= Württembergische Archivinventare, Bd. 4). Kohlhammer, Stuttgart 1913.
- Die Pfarr- und Gemeinderegistraturen der Oberämter Brackenheim und Maulbronn (= Württembergische Archivinventare, Bd. 7). Kohlhammer, Stuttgart 1913.
- Die Pfarr- und Gemeinderegistraturen des Oberamts Rottenburg (= Württembergische Archivinventare, Bd. 8). Kohlhammer, Stuttgart 1913.
- Die Pfarr- und Gemeinderegistraturen des Oberamts Tübingen (= Württembergische Archivinventare, Bd. 11). Kohlhammer, Stuttgart 1914.
- Aus der Zeit des 30jährigen Krieges. Tübinger Blätter. Neumann, Heidelberg 1992.